# Ditchling Beacon
Ditchling Beacon är en kulle i Storbritannien.   Den ligger i grevskapet East Sussex och riksdelen England, i den södra delen av landet, 70 km söder om huvudstaden London. Toppen på Ditchling Beacon är 246 meter över havet.
Terrängen runt Ditchling Beacon är platt österut, men västerut är den kuperad. Ditchling Beacon är den högsta punkten i trakten. Runt Ditchling Beacon är det mycket tätbefolkat, med 1 135 invånare per kvadratkilometer. Närmaste större samhälle är Brighton, 8,3 km söder om Ditchling Beacon. Trakten runt Ditchling Beacon består till största delen av jordbruksmark.